# Vollfinanzierung
Unter Vollfinanzierung wird im Bankwesen der ausschließlich durch Kredite ohne Eigenkapital finanzierte Erwerb von Sachen oder Rechten verstanden.    

## Allgemeines
Im Regelfall verlangen Kreditinstitute bei der Konsum- oder Investitionsfinanzierung vom Kreditnehmer den (teilweisen) Einsatz von Eigenkapital, damit das Kreditrisiko verringert werden kann und der Kreditnehmer auch sein eigenes finanzielles Engagement durch Übernahme eines eigenen Finanzrisikos beweist. Dies ist insbesondere bei der Beleihung der finanzierten Gegenstände von Bedeutung, da sie in diesem Fall als Kreditsicherheit dienen. Dann ergibt sich die Notwendigkeit eines Eigenkapitaleinsatzes daraus, dass die Banken satzungsgemäß nur einen prozentualen Anteil des Beleihungswerts einer Kreditsicherheit als Kredit gewährt werden dürfen, nämlich bis zur Höhe der Beleihungsgrenze. Die Differenz zwischen Beleihungsgrenze und Beleihungswert (oder Kaufpreis) ist im Regelfall durch Eigenkapital darzustellen.

## Gegenstand der Vollfinanzierung
Als zu finanzierende Sachen/Rechte kommen bei Unternehmen Investitionen wie Beteiligungen, Kraftfahrzeuge oder maschinelle Anlagen, bei natürlichen Personen Kraftfahrzeuge, Hausratsgegenstände und sonstige Konsumgüter sowie Baufinanzierungen in Frage. Bei öffentlichen Zuschüssen, bei denen die entstehenden Kosten eines Projektes gedeckt werden, findet eine Vollfinanzierung eher weniger Anwendung. Der Grund hierfür liegt in den zu § 44 BHO erlassenen „Grundsätzen für Förderrichtlinien“, wo die Teilfinanzierung bei Zuwendungen wegen ihres subsidiären Charakters als Regelfall angesehen wird.

## Hohes Risiko
Den Kreditinstituten ist die Vollfinanzierung gesetzlich nicht verboten; ihre Kreditentscheidung beruht daher ausschließlich auf betriebswirtschaftlichen Überlegungen im Rahmen der Kreditwürdigkeitsprüfung. Da bei der Vollfinanzierung Eigenkapital nicht eingesetzt wird, erhöht sich entsprechend der Kreditbetrag und damit auch der vom Kreditnehmer zu entrichtende Kapitaldienst, bestehend aus Kreditzinsen und Tilgung. 
Dieser Kapitaldienst wird bei der Kreditwürdigkeitsprüfung den verfügbaren Einnahmen des Kreditnehmers aus seiner wirtschaftlichen Tätigkeit gegenübergestellt. Dazu gehören bei Unternehmen der freie Cashflow, bei Privathaushalten deren verfügbares Arbeitsentgelt aus Lohn/Gehalt oder Rente. Diese Gegenüberstellung führt zur Kennzahl der Kapitaldienstgrenze. Auch die Kapitaldienstfähigkeit ist von Kreditinstituten im Vorfeld der Kreditgewährung zu prüfen.
Ändert sich nun eine dieser Variablen risikoerhöhend, so wirkt sich dies auf eine Verschlechterung der Kennzahlen aus. Sinkt etwa bei Unternehmen rezessionsbedingt der Cashflow, bei Privatpersonen durch Arbeitslosigkeit das verfügbare Einkommen und/oder bei beiden erhöht sich konjunkturbedingt der Zinssatz, dann führt ein negativ wirkender Leverage-Effekt zu einer stärkeren Verschlechterung der Kennzahlen als bei Krediten mit Eigenkapitalanteil. Durch verschlechterte Kennzahlen wird ein erhöhtes Kreditrisiko und Finanzierungsrisiko signalisiert, das früher als bei Teilfinanzierungen einsetzt. Auf der Seite des Kreditnehmers ist mithin die Vollfinanzierung mit einem sehr hohen Finanzierungsrisiko verbunden.

## Beispiele
Vollfinanzierung stellt deshalb im Bankwesen aus Risikogründen die absolute Ausnahmesituation dar. Typische Fälle eines hohen Kreditanteils sind fremdfinanzierte Übernahmen (wie Management-Buy-out oder Management-Buy-in) bei Unternehmen oder Immobilienfinanzierungen bei Privatpersonen. In diesen Fällen muss die Einnahmesituation des Kreditnehmers so integer sein, dass eine Vollfinanzierung selbst unter verschlechterten Bedingungen noch tragbar erscheint. Einzig bei der Kofinanzierung ist eine Vollfinanzierung vollkommen ausgeschlossen. Gegensatz zur Vollfinanzierung stellt die übliche Teilfinanzierung dar, bei der der Kreditnehmer einen Eigenkapitalanteil nachzuweisen und zu leisten hat.